# 乃木坂46のザ・ドリームバイト!〜働き方改革!夢への挑戦!〜
『乃木坂46のザ・ドリームバイト!〜働き方改革!夢への挑戦!〜』（のぎざかフォーティシックスのザ・ドリームバイト はたらきかたかいかく ゆめへのちょうせん）は、フジテレビ系列で2019年4月2日から2022年3月29日まで、毎週火曜日 23:30 - 23:40（JST）に放送されていたバラエティ番組およびミニ番組である。また、乃木坂46の冠番組でディップ株式会社による一社提供番組でもあった。

## 概要
人気職業や憧れのクリエイティブ職。ただ、実際の現場では楽しさや感動だけでは務まらない。当番組では、華やかな職業に熱意を持った夢バカたちが実際に仕事を始めてわかる現実の厳しさや感動を体験する姿を追いかける。彼らには各業種で名を馳せている憧れのプロフェッショナルが直接指導する。それぞれの業界・職業に夢や憧れを抱き「本当にこの仕事がしたい!」と頑張っている人々を応援し、知られざる裏側・現実の厳しさ・感動体験をお届けする密着型ドキュメンタリーバラエティ番組。
MCは乃木坂46の各メンバー、霜降り明星（せいや・粗品）、フリーアナウンサーの中野美奈子が担当した。乃木坂46は前身番組『私の働き方〜乃木坂46のダブルワーク体験!〜』から続投で出演。中野はフリー転身後初のレギュラー番組となる。
2021年3月16日放送分で放送100回を達成した。
2022年3月29日をもって、3年・通算放送回数153回の歴史に幕を下ろした。後続番組は『乃木坂46とダンスバトルズ』。
昼のニュース『FNN Live News days』では、dipがスポンサーについている関係で、dipのをCM枠を使って15秒の宣伝が放送されていた。

## 出演者
MC
- 乃木坂46
- 霜降り明星〈せいや・粗品〉 - 2020年4月7日 -
- 中野美奈子（フリーアナウンサー）

新型コロナウイルス感染拡大防止のため、第56回から第60回まで、乃木坂46のメンバーは東京都の事務所、中野は広島県の自宅、霜降り明星はフジテレビのスタジオからリモート出演。第70回から第72回までせいやが体調不良のため欠席、粗品が別所よりリモート出演。中野は第107回から第114回までと第125回から第128回までは香川県の実家で出演していて、第115回から第124回までは産休のため欠席。
コーナーMC
- 佐々木正洋（フリーアナウンサー）
- 井上清華（フジテレビアナウンサー） - 第102回は仕事で欠席したため、中野が代演を務めた。

代演MC
- 久慈暁子（フジテレビアナウンサー） - 中野が産休で欠席のため、第115回から第118回まで代演を務めた。
- 高島彩（フリーアナウンサー） - 中野が産休で欠席のため、第119回から第124回まで代演を務めた。

### 過去の出演者
MC
- 徳井義実（チュートリアル） - 2019年4月2日 - 10月22日
- 福田充徳（チュートリアル） - 2019年4月2日 - 2020年3月31日
- 今田耕司 - 2019年12月24日 - 2020年3月31日

## 放送リスト
2019年 / 2020年 / 2021年 / 2022年
| 回 | 放送日   | 内容                                                              | スタジオメンバー               | 備考                                  |
| -- | -------- | ----------------------------------------------------------------- | ------------------------------ | ------------------------------------- |
| 1  | 4月2日   | 憧れの職業                                                        | 齋藤飛鳥、白石麻衣、山下美月   |                                       |
| 2  | 4月9日   | 夢のメイクアップアーティスト                                      | 齋藤飛鳥、白石麻衣、山下美月   |                                       |
| 3  | 4月16日  | 美容師の夢に挑戦中                                                | 齋藤飛鳥、白石麻衣、山下美月   | 23:49 - 23:59に放送 （19分繰り下げ）  |
| 4  | 4月23日  | メイク界の異端児                                                  | 齋藤飛鳥、白石麻衣、山下美月   |                                       |
| 5  | 5月7日   | ドリーム応援隊・天竺鼠が応援!                                     | 齋藤飛鳥、白石麻衣、山下美月   | 23:49 - 23:59に放送 （19分繰り下げ）  |
| 6  | 5月14日  | 憧れの振付師と初対面                                              | 白石麻衣、高山一実、松村沙友理 |                                       |
| 7  | 5月21日  | カリスマ美容師を直撃!                                             | 白石麻衣、高山一実、松村沙友理 |                                       |
| 8  | 5月28日  | 緊張の技術チェック!                                               | 白石麻衣、高山一実、松村沙友理 |                                       |
| 9  | 6月4日   | メイクアップアーティスト 採用なるか!? プロの舞台稽古に特別招待!   | 白石麻衣、高山一実、松村沙友理 |                                       |
| 10 | 6月11日  | 夢は振付師! 初めての職業体験                                      | 白石麻衣、高山一実、松村沙友理 |                                       |
| 11 | 6月25日  | メイクアップアーティストの初仕事体験                              | 白石麻衣、高山一実、松村沙友理 |                                       |
| 12 | 7月2日   | 憧れの職業体験! ドキドキの初出勤 コーヒーを愛する新ドリーマー     | 白石麻衣、高山一実、松村沙友理 |                                       |
| 13 | 7月9日   | 吉本坂46振り付け作りの現場に密着!                                 | 白石麻衣、新内眞衣、高山一実   |                                       |
| 14 | 7月16日  | 夢はバリスタ! 秋田出身の19歳                                      | 白石麻衣、新内眞衣、高山一実   | 23:45 - 23:55に放送 （15分繰り下げ）  |
| 15 | 7月23日  | 憧れの人の元で夢の職業体験! サプライズ!カリスマ美容師のカット講習 | 白石麻衣、新内眞衣、高山一実   |                                       |
| 16 | 7月30日  | 夢はバリスタ! 秋田出身の19歳 吉本坂46振り付け作りの現場に密着!    | 白石麻衣、新内眞衣、高山一実   |                                       |
| 17 | 8月6日   | ドリーム応援隊・天竺鼠が激励に!                                   | 白石麻衣、新内眞衣、高山一実   |                                       |
| 18 | 8月13日  | 憧れのメイクショーでお仕事体験!                                   | 白石麻衣、新内眞衣、高山一実   |                                       |
| 19 | 8月20日  | 吉本坂46のMV撮影現場を見学! 憧れのバリスタがサプライズで登場!     | 秋元真夏、梅澤美波、高山一実   | [ 注 6 ]                              |
| 20 | 8月27日  | 夢は美容師！職業体験7日目 憧れの現場でプロの洗礼!?                | 秋元真夏、梅澤美波、高山一実   | 23:55 - 翌0:05に放送 （25分繰り下げ） |
| 21 | 9月3日   | 世界一のバリスタが愛のダメ出し                                    | 秋元真夏、梅澤美波、高山一実   |                                       |
| 22 | 9月10日  | 将来を左右する驚きの事態が!?                                      | 秋元真夏、梅澤美波、高山一実   | 一部内容変更。                        |
| 23 | 9月17日  | 職業体験最終日! 前代未聞の事件とは… カット試験に鋏を忘れた!?      | 秋元真夏、梅澤美波、高山一実   |                                       |
| 24 | 9月24日  | ダンス試験の課題曲は『あの名曲』                                  | 齋藤飛鳥、高山一実、松村沙友理 | 23:50 - 翌0:00に放送 （20分繰り下げ） |
| 25 | 10月1日  | カフェの分析レポートに挑戦!                                       | 齋藤飛鳥、高山一実、松村沙友理 | 23:45 - 23:55に放送 （15分繰り下げ）  |
| 26 | 10月8日  | ダンス試験の結末は!?                                              | 齋藤飛鳥、高山一実、松村沙友理 | 23:45 - 23:55に放送 （15分繰り下げ）  |
| 27 | 10月16日 | 美容師の職業体験すべて終了!                                       | 齋藤飛鳥、高山一実、松村沙友理 | 0:35 - 0:45に放送 （65分繰り下げ）    |
| 28 | 10月22日 | 制限時間5分! 即興振り付け作り!                                    | 齋藤飛鳥、高山一実、松村沙友理 |                                       |
| 29 | 10月29日 | 新ドリーマーが登場! 憧れの職業は?                                 | 齋藤飛鳥、高山一実、松村沙友理 | 一部内容変更。                        |
| 30 | 11月5日  | ちなみに情報! スペシャル!                                         | 白石麻衣、新内眞衣、高山一実   |                                       |
| 31 | 11月12日 | 本日はカフェリサーチの報告会                                      | 白石麻衣、新内眞衣、高山一実   |                                       |
| 32 | 11月20日 | 新企画! ドリーム調査隊                                            | 高山一実、堀未央奈、松村沙友理 | 0:00 - 0:10に放送 （30分繰り下げ）    |
| 33 | 11月26日 | 夢はキャラクターデザイナー                                        | 白石麻衣、新内眞衣、高山一実   |                                       |
| 34 | 12月3日  | 新ドリーマー登場! 憧れの職業は何!?                                | 白石麻衣、新内眞衣、高山一実   |                                       |
| 35 | 12月11日 | 福田&中野 夢多き若者へ突撃取材!                                   | 高山一実、堀未央奈、松村沙友理 | 0:05 - 0:15に放送 （35分繰り下げ）    |
| 36 | 12月18日 | 福田&中野 夢多き若者へ突撃取材!                                   | 高山一実、堀未央奈、松村沙友理 | 0:05 - 0:15に放送 （35分繰り下げ）    |
| 37 | 12月24日 | 今宵はクリスマススペシャル! 今田耕司が緊急参戦!!                  | 秋元真夏、新内眞衣、高山一実   |                                       |

| 回 | 放送日   | 内容                                                            | スタジオメンバー                 | 備考                                  |
| -- | -------- | --------------------------------------------------------------- | -------------------------------- | ------------------------------------- |
| 38 | 1月7日   | バリスタの職業体験! 続いての課題は?                             | 秋元真夏、新内眞衣、高山一実     |                                       |
| 39 | 1月14日  | 女優ソニンと夢のご対面!                                         | 秋元真夏、新内眞衣、高山一実     | 23:50 - 翌0:00に放送 （20分繰り下げ） |
| 40 | 1月21日  | 夢を追いかけ日本へ! 職業体験開始!                               | 秋元真夏、新内眞衣、高山一実     | [ 注 15 ]                             |
| 41 | 1月28日  | ライブ会場を見学! しかし…                                       | 秋元真夏、新内眞衣、高山一実     |                                       |
| 42 | 2月4日   | バリスタ編ついに最終章へ                                        | 秋元真夏、賀喜遥香、堀未央奈     |                                       |
| 43 | 2月11日  | 夢を追ってウクライナから留学中!                                 | 秋元真夏、賀喜遥香、堀未央奈     |                                       |
| 44 | 2月18日  | 憧れのソニンとのライブに向け大特訓!                             | 秋元真夏、賀喜遥香、堀未央奈     |                                       |
| 45 | 2月25日  | 夢はバリスタ!「火影珈琲」が開店!                                | 秋元真夏、賀喜遥香、堀未央奈     |                                       |
| 46 | 3月3日   | 夢を追い日本へ! 最後の職業体験                                  | 秋元真夏、白石麻衣、松村沙友理   |                                       |
| 47 | 3月10日  | ソニンさんと夢のデュエットが実現!                               | 秋元真夏、白石麻衣、松村沙友理   |                                       |
| 48 | 3月17日  | 夢はバリスタ! 涙の最終回!                                       | 秋元真夏、白石麻衣、松村沙友理   |                                       |
| 49 | 3月24日  | ドリーマーがスタジオに登場! 夢はキャラクターデザイナー          | 秋元真夏、白石麻衣、松村沙友理   | 23:40 - 23:50に放送 （10分繰り下げ）  |
| 50 | 3月31日  | ドリーマーがスタジオに登場! 夢はバリスタ! 日景京介君            | 秋元真夏、白石麻衣、松村沙友理   |                                       |
| 51 | 4月7日   | 新MCに霜降り明星が就任!                                         | 秋元真夏、遠藤さくら、松村沙友理 |                                       |
| 52 | 4月14日  | サッカー選手の用具係『ホペイロ』                                | 秋元真夏、遠藤さくら、松村沙友理 | 23:45 - 23:55に放送 （15分繰り下げ）  |
| 53 | 4月21日  | サッカー選手の用具係『ホペイロ』 本田圭佑選手が預けたスパイク   | 秋元真夏、遠藤さくら、松村沙友理 |                                       |
| 54 | 4月28日  | 乃木坂46の振り付けも手掛けた ダンスアーティストTAKAHIRO         | 秋元真夏、遠藤さくら、松村沙友理 |                                       |
| 55 | 5月5日   | 乃木坂46の振り付けも手掛けた ダンスアーティストTAKAHIRO         | 秋元真夏、遠藤さくら、松村沙友理 |                                       |
| 56 | 5月12日  | 夢はラーメン職人!18歳の熱血女子                                 | 秋元真夏、堀未央奈、松村沙友理   | 女性陣はリモート出演。                |
| 57 | 5月19日  | 夢は動物カフェの開業                                            | 秋元真夏、堀未央奈、松村沙友理   | 女性陣はリモート出演。                |
| 58 | 5月26日  | フレンチシェフを目指す18歳                                      | 秋元真夏、堀未央奈、松村沙友理   | 女性陣はリモート出演。                |
| 59 | 6月2日   | 夢はラーメン職人! 孫と祖母の感動秘話                            | 秋元真夏、堀未央奈、松村沙友理   | 女性陣はリモート出演。                |
| 60 | 6月9日   | 夢は保護動物カフェオーナー衝撃の職業体験先!!                    | 秋元真夏、堀未央奈、松村沙友理   | 男性陣はソーシャルディスタンス。      |
| 61 | 6月16日  | フランス通のレジェンドが特別講義!                               | 梅澤美波、齋藤飛鳥、高山一実     | 23:45 - 23:55に放送 （15分繰り下げ）  |
| 62 | 6月23日  | せいやも大応援! ラーメン職人を目指す18歳                        | 梅澤美波、齋藤飛鳥、高山一実     |                                       |
| 63 | 6月30日  | 衝撃の初対面! ドリーマーVSパンク町田                            | 梅澤美波、齋藤飛鳥、高山一実     |                                       |
| 64 | 7月7日   | 超一流シェフからドリーマーへ宿題!?                              | 梅澤美波、齋藤飛鳥、高山一実     |                                       |
| 65 | 7月14日  | 家族であり師匠…新作ラーメン試食編!                              | 秋元真夏、堀未央奈、松村沙友理   |                                       |
| 66 | 7月21日  | 新作ラーメン完成編! 祖母の評価は? 孫の努力の結晶に祖母も太鼓判! | 秋元真夏、堀未央奈、松村沙友理   |                                       |
| 67 | 7月28日  | 大トカゲ・馬・小動物…アニマル修行ふれあい編                     | 秋元真夏、堀未央奈、松村沙友理   |                                       |
| 68 | 8月4日   | ジョエル・ロブションで運命の料理審査                            | 秋元真夏、堀未央奈、松村沙友理   | 23:45 - 23:55に放送 （15分繰り下げ）  |
| 69 | 8月11日  | 夏鈴ちゃん悪戦苦闘! アニマル修業エサやり編                      | 秋元真夏、堀未央奈、松村沙友理   |                                       |
| 70 | 8月18日  | ミシュランガイド常連の一流フレンチで職業体験!                   | 梅澤美波、齋藤飛鳥、高山一実     | 粗品はリモート出演、せいやは欠席。    |
| 71 | 8月25日  | アニマル修業第3弾『散歩編』                                     | 梅澤美波、齋藤飛鳥、高山一実     | せいやは休養中。                      |
| 72 | 9月1日   | 超一流シェフが料理レクチャー                                    | 梅澤美波、齋藤飛鳥、高山一実     | せいやは不参加。                      |
| 73 | 9月8日   | 猛獣の意外な一面!「動物園」での職業体験!                        | 新内眞衣、高山一実、松村沙友理   | せいやが4週間ぶりに復帰。             |
| 74 | 9月15日  | 飲食店経営30年の祖母も絶賛の味!                                 | 新内眞衣、高山一実、松村沙友理   |                                       |
| 75 | 9月22日  | せいやが200万の投資!?その使い道は?                              | 新内眞衣、高山一実、松村沙友理   | 23:45 - 23:55に放送 （15分繰り下げ）  |
| 76 | 9月29日  | 卵料理「ウフ・モミサ」の実技テスト!                             | 新内眞衣、高山一実、松村沙友理   |                                       |
| 77 | 10月6日  | 新ドリーマー登場!憧れの職業とは?                                | 新内眞衣、高山一実、松村沙友理   |                                       |
| 78 | 10月13日 | 命を尊さを学ぶ!動物園で職業体験                                 | 新内眞衣、高山一実、松村沙友理   |                                       |
| 79 | 10月20日 | 料理人は「五感が命」ディスプレイ体験!!                          | 新内眞衣、高山一実、松村沙友理   |                                       |
| 80 | 10月27日 | 16年来の幼馴染!力を合わせて追いかける                           | 秋元真夏、齋藤飛鳥、堀未央奈     | 23:45 - 23:55に放送 （15分繰り下げ）  |
| 81 | 11月3日  | 宮大工一筋48年!一流の職人がご指導!                              | 秋元真夏、齋藤飛鳥、堀未央奈     |                                       |
| 82 | 11月10日 | フワちゃんの表情が一変!叱咤の連続                               | 秋元真夏、齋藤飛鳥、堀未央奈     |                                       |
| 83 | 11月17日 | 最後の職業体験で厳しすぎる現実が!                               | 秋元真夏、齋藤飛鳥、堀未央奈     |                                       |
| 84 | 11月24日 | 職業体験の集大成!                                               | 秋元真夏、齋藤飛鳥、堀未央奈     |                                       |
| 85 | 12月1日  | フワちゃんがドリーマーにダメ出しの嵐!                           | 秋元真夏、梅澤美波、堀未央奈     |                                       |
| 86 | 12月8日  | 新ドリーマー登場！夢は超人気職業!?                              | 秋元真夏、梅澤美波、堀未央奈     |                                       |
| 87 | 12月15日 | フワちゃんに宿題動画を披露!                                     | 秋元真夏、梅澤美波、堀未央奈     |                                       |
| 88 | 12月22日 | 夢は保護動物カフェオーナー小野夏鈴ちゃん                        | 秋元真夏、梅澤美波、堀未央奈     |                                       |
| 89 | 12月29日 | 憧れの花澤香菜とサプライズ対面!                                 | 秋元真夏、梅澤美波、堀未央奈     | 23:40 - 23:50に放送 （10分繰り下げ）  |

| 回  | 放送日   | 内容                                                      | スタジオメンバー               | 備考                                                                                   |
| --- | -------- | --------------------------------------------------------- | ------------------------------ | -------------------------------------------------------------------------------------- |
| 90  | 1月5日   | 夢は1人前のラーメン職人!ドリーマー花穂ちゃんがスタジオに! | 賀喜遥香、高山一実、松村沙友理 |                                                                                        |
| 91  | 1月12日  | 創業578年 金剛組で職業体験!                               | 賀喜遥香、高山一実、松村沙友理 | 23:45 - 23:55に放送 （15分繰り下げ）                                                   |
| 92  | 1月19日  | 花澤香菜お宝エピソード続々!                               | 賀喜遥香、高山一実、松村沙友理 |                                                                                        |
| 93  | 1月26日  | 築1100年「大円寺」で職業体験                              | 賀喜遥香、高山一実、松村沙友理 |                                                                                        |
| 94  | 2月2日   | ドリーマー歓喜!花澤香菜が神対応!                          | 秋元真夏、田村真佑、堀未央奈   |                                                                                        |
| 95  | 2月9日   | 現役女子高校生ドリーマーが参戦!                           | 秋元真夏、田村真佑、堀未央奈   |                                                                                        |
| 96  | 2月16日  | 宮大工ドリーマー最後の職業体験                            | 秋元真夏、田村真佑、堀未央奈   |                                                                                        |
| 97  | 2月23日  | 憧れの花澤香菜と夢のアフレコ共演!                         | 秋元真夏、田村真佑、堀未央奈   |                                                                                        |
| 98  | 3月2日   | DJ松永が夢のサプライズを敢行!                             | 新内眞衣、高山一実、星野みなみ |                                                                                        |
| 99  | 3月9日   | 職業体験クライマックス!花澤香菜が・・・                   | 新内眞衣、高山一実、星野みなみ |                                                                                        |
| 100 | 3月16日  | DJ松永がドリーマーを応援!                                 | 新内眞衣、高山一実、星野みなみ |                                                                                        |
| 101 | 3月23日  | 花澤香菜さんと最後のアフレコ                              | 新内眞衣、高山一実、星野みなみ |                                                                                        |
| 102 | 3月30日  | ドリームな瞬間スペシャル!                                 | 新内眞衣、高山一実、星野みなみ | 24:00 - 24:10に放送 （30分繰り下げ） コーナー企画では 井上が不在で中野が代役を務めた。 |
| 103 | 4月6日   | DJ松永からサプライズ発表!                                 | 齋藤飛鳥、新内眞衣、大園桃子   |                                                                                        |
| 104 | 4月13日  | 夢はYouTuber新ドリーマー登場!                             | 齋藤飛鳥、新内眞衣、大園桃子   | 23:45 - 23:55に放送 （15分繰り下げ）                                                   |
| 105 | 4月20日  | 新ドリーマー登場! 彼女の夢とは一体?                       | 齋藤飛鳥、新内眞衣、大園桃子   |                                                                                        |
| 106 | 4月27日  | CREEPY NUTSのライブにご招待                               | 齋藤飛鳥、新内眞衣、大園桃子   |                                                                                        |
| 107 | 5月5日   | 双子YouTuberあざMAX 歓喜の職業体験先                      | 梅澤美波、齋藤飛鳥、高山一実   | 0:00 - 0:10に放送 （30分繰り下げ） 中野はリモート出演。                                |
| 108 | 5月11日  | パティシエを夢見る 番組初!地方ドリーマー                  | 梅澤美波、齋藤飛鳥、高山一実   | 中野はリモート出演。                                                                   |
| 109 | 5月18日  | DJを夢見るJKドリーマー スクラッチの技術を学ぶ             | 梅澤美波、齋藤飛鳥、高山一実   | 中野はリモート出演。                                                                   |
| 110 | 5月25日  | 双子YouTuberに伝授! パパラピーズ成功への道                | 梅澤美波、齋藤飛鳥、高山一実   | 中野はリモート出演。                                                                   |
| 111 | 6月1日   | パティシエを目指すドリーマー 憧れ続けたお店での職業体験へ | 秋元真夏、賀喜遥香、田村真佑   | 中野はリモート出演。                                                                   |
| 112 | 6月8日   | Creepy Nutsの現場で超貴重な職業体験!                      | 秋元真夏、賀喜遥香、田村真佑   | 中野はリモート出演。                                                                   |
| 113 | 6月16日  | パパラピーズが本気モード バズる秘訣&愛のムチ連発          | 秋元真夏、賀喜遥香、田村真佑   | 0:00 - 0:10に放送 （30分繰り下げ） 中野はリモート出演。                                |
| 114 | 6月22日  | 憧れの洋菓子店で職業体験! 人生初の接客業務に挑戦!         | 秋元真夏、賀喜遥香、田村真佑   | 中野はリモート出演。                                                                   |
| 115 | 6月29日  | 個性的な新ドリーマー登場! 夢見る超人気職業とは!?          | 秋元真夏、梅澤美波、遠藤さくら | 中野が産休のため、 久慈暁子が代演。                                                    |
| 116 | 7月6日   | Creepy Nutsから若者へ 超貴重なアドバイスに必見            | 秋元真夏、梅澤美波、遠藤さくら | 23:45 - 23:55に放送 （15分繰り下げ） 中野が産休のため、久慈暁子が代演。                |
| 117 | 7月13日  | トップYouTuberパパラピーズ 動画制作の極意&裏側大公開      | 秋元真夏、梅澤美波、遠藤さくら | 中野が産休のため、 久慈暁子が代演。                                                    |
| 118 | 7月20日  | 憧れの洋菓子店で職業体験!! プロのスゴ技を目の当たりに!    | 秋元真夏、梅澤美波、遠藤さくら | 中野が産休のため、 久慈暁子が代演。                                                    |
| 119 | 7月27日  | 当番組を卒業したドリーマーたち 現在の活躍をご紹介します!  | 秋元真夏、新内眞衣、樋口日奈   | 中野が産休のため、高島彩が代演。                                                       |
| 120 | 8月10日  | トップYouTuberパパラピーズ バズる動画&制作の裏側大公開    | 秋元真夏、新内眞衣、樋口日奈   | 中野が産休のため、高島彩が代演。                                                       |
| 121 | 8月17日  | 夢はパティシエ!大石華央ちゃん                             | 秋元真夏、新内眞衣、樋口日奈   | 中野が産休のため、高島彩が代演。                                                       |
| 122 | 8月24日  | 声優ドリーマーに課題!? 大物ベテラン声優が登場!            | 秋元真夏、新内眞衣、樋口日奈   | 中野が産休のため、高島彩が代演。                                                       |
| 123 | 8月31日  | 新ドリーマーが登場! 憧れの職業は超人気の仕事!             | 秋元真夏、新内眞衣、樋口日奈   | 中野が産休のため、高島彩が代演。                                                       |
| 124 | 9月7日   | あざMAX職業体験最終章! パパラピーズから最後の課題         | 秋元真夏、新内眞衣、樋口日奈   | 中野が産休のため、高島彩が代演。                                                       |
| 125 | 9月14日  | パティシエドリーマーが最後の職業体験に挑む!               | 秋元真夏、梅澤美波、与田祐希   | 中野はリモート出演。                                                                   |
| 126 | 9月21日  | 最終課題「双子ならではの動画」 あざMAX魂の動画制作に密着! | 秋元真夏、梅澤美波、与田祐希   | 中野はリモート出演。                                                                   |
| 127 | 9月28日  | 声優 森久保祥太郎さんがドリーマーにサプライズ!            | 秋元真夏、梅澤美波、与田祐希   | 中野はリモート出演。                                                                   |
| 128 | 10月5日  | でっかい夢を持った 新ドリーマーが登場!                    | 秋元真夏、梅澤美波、与田祐希   | 中野はリモート出演。                                                                   |
| 129 | 10月12日 | モデルドリーマー憧れのアンミカが登場!                     | 秋元真夏、遠藤さくら、樋口日奈 |                                                                                        |
| 130 | 10月19日 | パティシエドリーマー最終回 課題のケーキの出来栄えはいかに | 秋元真夏、遠藤さくら、樋口日奈 |                                                                                        |
| 131 | 10月26日 | 双子YouTubeあざMAX 最後の職業体験の行方は!?               | 秋元真夏、遠藤さくら、樋口日奈 |                                                                                        |
| 132 | 11月2日  | 声優 森久保祥太郎さんの熱すぎる指導が炸裂!?               | 秋元真夏、遠藤さくら、樋口日奈 |                                                                                        |
| 133 | 11月9日  | マドンナのもとで踊った超大物ダンサーが登場!?              | 秋元真夏、遠藤さくら、樋口日奈 |                                                                                        |
| 134 | 11月16日 | 帰国子女モデルドリーマー 憧れのアンミカと初対面!          | 梅澤美波、齋藤飛鳥、阪口珠美   |                                                                                        |
| 135 | 11月23日 | 夢はパティシエ 大石華央ちゃんがスタジオに登場!            | 梅澤美波、齋藤飛鳥、阪口珠美   |                                                                                        |
| 136 | 11月30日 | 卒業ドリーマー登場第2弾 双子YouTuberがスタジオに!         | 梅澤美波、齋藤飛鳥、阪口珠美   |                                                                                        |
| 137 | 12月7日  | 熱血!森久保声優塾 新章突入 スタジオも驚く衝撃展開!?       | 梅澤美波、齋藤飛鳥、阪口珠美   |                                                                                        |
| 138 | 12月14日 | 世界的ダンサーの目の前で超ストイックなドリーマー実力披露  | 梅澤美波、齋藤飛鳥、阪口珠美   |                                                                                        |
| 139 | 12月21日 | DJを目指すドリーマーが超大物DJとご対面!?                  | 秋元真夏、樋口日奈、筒井あやめ |                                                                                        |
| 140 | 12月28日 | 熱血!森久保声優塾が炸裂! 職業体験が本格始動!              | 秋元真夏、樋口日奈、筒井あやめ |                                                                                        |

| 回  | 放送日         | 内容                                                          | スタジオメンバー               | 備考 |
| --- | -------------- | ------------------------------------------------------------- | ------------------------------ | ---- |
| 141 | 1月4日         | ダンサーを目指すドリーマー ケント・モリのもと職業体験開始     | 秋元真夏、樋口日奈、筒井あやめ |      |
| 142 | 1月11日        | DJ KOOのマイクパフォーマンス!                                 | 秋元真夏、樋口日奈、筒井あやめ |      |
| 143 | 1月18日        | 熱血!森久保声優塾で特訓中! 森久保祥太郎のもとで職業体験       | 秋元真夏、樋口日奈、筒井あやめ |      |
| 144 | 1月25日        | ケント・モリのもとで職業体験! 人生初のダンスを教える側に挑戦! | 梅澤美波、賀喜遥香、与田祐希   |      |
| 145 | 2月1日         | モデルには欠かせない “あの写真”の撮影体験!                    | 梅澤美波、賀喜遥香、与田祐希   |      |
| 146 | 2月8日         | 熱血!森久保声優塾 今週から最終章が開幕!                       | 梅澤美波、賀喜遥香、与田祐希   |      |
| 147 | 2月15日        | MV撮影のオーディションに急遽参加! 凛ちゃん大号泣の理由とは!?  | 梅澤美波、賀喜遥香、与田祐希   |      |
| 148 | 2月22日        | モデルドリーマー最終回 感動の宣材写真が完成!                  | 梅澤美波、賀喜遥香、与田祐希   |      |
| 149 | 3月1日         | ダンスドリーマーに再びビッグサプライズ                        | 梅澤美波、阪口珠美、鈴木絢音   |      |
| 150 | 3月8日         | 夢は筋肉声優! 森久保声優塾ついに完結!                         | 梅澤美波、阪口珠美、鈴木絢音   |      |
| 151 | 3月15日        | 最後の職業体験 有終の美を飾れるのか!?                         | 梅澤美波、阪口珠美、鈴木絢音   |      |
| 152 | 3月22日        | 卒業ドリーマーその後SP! 現在の活躍をお伝えします!             | 梅澤美波、阪口珠美、鈴木絢音   |      |
| 153 | 3月29日 最終回 | 卒業ドリーマー20人 夢の軌跡をプレイバック                     | 梅澤美波、阪口珠美、鈴木絢音   |      |

## ネット局と放送時間
| 放送対象地域  | 放送局                    | 系列           | 放送日時           | 放送期間                     | ネット状況 |
| ------------- | ------------------------- | -------------- | ------------------ | ---------------------------- | ---------- |
| 関東広域圏    | フジテレビ（CX）          | フジテレビ系列 | 火曜 23:30 - 23:40 | 2019年4月2日 - 2022年3月29日 | 【制作局】 |
| 北海道        | 北海道文化放送（uhb）     | フジテレビ系列 | 火曜 23:30 - 23:40 | 2019年4月2日 - 2022年3月29日 | 同時ネット |
| 岩手県        | 岩手めんこいテレビ（mit） | フジテレビ系列 | 火曜 23:30 - 23:40 | 2019年4月2日 - 2022年3月29日 | 同時ネット |
| 宮城県        | 仙台放送（OX）            | フジテレビ系列 | 火曜 23:30 - 23:40 | 2019年4月2日 - 2022年3月29日 | 同時ネット |
| 秋田県        | 秋田テレビ（AKT）         | フジテレビ系列 | 火曜 23:30 - 23:40 | 2019年4月2日 - 2022年3月29日 | 同時ネット |
| 山形県        | さくらんぼテレビ（SAY）   | フジテレビ系列 | 火曜 23:30 - 23:40 | 2019年4月2日 - 2022年3月29日 | 同時ネット |
| 福島県        | 福島テレビ（FTV）         | フジテレビ系列 | 火曜 23:30 - 23:40 | 2019年4月2日 - 2022年3月29日 | 同時ネット |
| 新潟県        | NST新潟総合テレビ（NST）  | フジテレビ系列 | 火曜 23:30 - 23:40 | 2019年4月2日 - 2022年3月29日 | 同時ネット |
| 長野県        | 長野放送（NBS）           | フジテレビ系列 | 火曜 23:30 - 23:40 | 2019年4月2日 - 2022年3月29日 | 同時ネット |
| 静岡県        | テレビ静岡（SUT）         | フジテレビ系列 | 火曜 23:30 - 23:40 | 2019年4月2日 - 2022年3月29日 | 同時ネット |
| 富山県        | 富山テレビ（BBT）         | フジテレビ系列 | 火曜 23:30 - 23:40 | 2019年4月2日 - 2022年3月29日 | 同時ネット |
| 石川県        | 石川テレビ（ITC）         | フジテレビ系列 | 火曜 23:30 - 23:40 | 2019年4月2日 - 2022年3月29日 | 同時ネット |
| 福井県        | 福井テレビ（FTB）         | フジテレビ系列 | 火曜 23:30 - 23:40 | 2019年4月2日 - 2022年3月29日 | 同時ネット |
| 中京広域圏    | 東海テレビ（THK）         | フジテレビ系列 | 火曜 23:30 - 23:40 | 2019年4月2日 - 2022年3月29日 | 同時ネット |
| 近畿広域圏    | 関西テレビ（KTV）         | フジテレビ系列 | 火曜 23:30 - 23:40 | 2019年4月2日 - 2022年3月29日 | 同時ネット |
| 島根県 鳥取県 | 山陰中央テレビ（TSK）     | フジテレビ系列 | 火曜 23:30 - 23:40 | 2019年4月2日 - 2022年3月29日 | 同時ネット |
| 岡山県 香川県 | 岡山放送（OHK）           | フジテレビ系列 | 火曜 23:30 - 23:40 | 2019年4月2日 - 2022年3月29日 | 同時ネット |
| 広島県        | テレビ新広島（TSS）       | フジテレビ系列 | 火曜 23:30 - 23:40 | 2019年4月2日 - 2022年3月29日 | 同時ネット |
| 愛媛県        | テレビ愛媛（EBC）         | フジテレビ系列 | 火曜 23:30 - 23:40 | 2019年4月2日 - 2022年3月29日 | 同時ネット |
| 高知県        | 高知さんさんテレビ（KSS） | フジテレビ系列 | 火曜 23:30 - 23:40 | 2019年4月2日 - 2022年3月29日 | 同時ネット |
| 福岡県        | テレビ西日本（TNC）       | フジテレビ系列 | 火曜 23:30 - 23:40 | 2019年4月2日 - 2022年3月29日 | 同時ネット |
| 佐賀県        | サガテレビ（STS）         | フジテレビ系列 | 火曜 23:30 - 23:40 | 2019年4月2日 - 2022年3月29日 | 同時ネット |
| 長崎県        | テレビ長崎（KTN）         | フジテレビ系列 | 火曜 23:30 - 23:40 | 2019年4月2日 - 2022年3月29日 | 同時ネット |
| 熊本県        | テレビ熊本（TKU）         | フジテレビ系列 | 火曜 23:30 - 23:40 | 2019年4月2日 - 2022年3月29日 | 同時ネット |
| 鹿児島県      | 鹿児島テレビ（KTS）       | フジテレビ系列 | 火曜 23:30 - 23:40 | 2019年4月2日 - 2022年3月29日 | 同時ネット |
| 沖縄県        | 沖縄テレビ（OTV）         | フジテレビ系列 | 火曜 23:30 - 23:40 | 2019年4月2日 - 2022年3月29日 | 同時ネット |

## 番組テーマ曲
- オープニングテーマ：「帰り道は遠回りしたくなる」→「I see…」
- エンディングテーマ：「帰り道は遠回りしたくなる」→「Sing Out!」→「夜明けまで強がらなくてもいい」→「しあわせの保護色」→「Route 246」→「僕は僕を好きになる」→「ごめんねFingers crossed」→「君に叱られた」

## スタッフ
- ナレーター：小久保史織、葵ひびき[要出典]
- 企画：佐々木萌→日高峻、田上向日葵
- 構成：鮫肌文殊、塩見昌矢、井上慶祐
- 技術協力：REC、fmt、e-naスタジオ
- 美術協力：フジアール
- AP：福島恵里華→平澤侑万
- ディレクター：金子優介、北圭吾
- 演出：勝見拓也
- プロデューサー：織田実
- 制作協力：STELLA-TV
- 制作著作：フジテレビ